# Ladies Open Lausanne 2019
Ladies Open Lausanne 2019 byl profesionální tenisový turnaj ženského okruhu WTA Tour, který se odehrával na otevřených antukových dvorcích Tennis Clubu Stade-Lausanne. Probíhal mezi 15. až 21. červencem 2019 ve švýcarském Lausanne jako dvacátý sedmý ročník turnaje. 
Turnaj s rozpočtem 250 000 dolarů se řadil do kategorie WTA International. Nejvýše nasazenou hráčkou ve dvouhře se stala sedmnáctá tenistka světa Julia Görgesová z Německa, která v úvodním kole skrečovala Švýcarce Simoně Waltertové pro poranění pravého předloktí. Jako poslední přímá účastnice do dvouhry nastoupila 159. hráčka žebříčku Ljudmila Samsonovová.
Premiérový titul na okruhu WTA Tour vybojovala ve dvouhře Francouzka Fiona Ferrová.  Deblovou soutěž vyhrál ruský pár Anastasija Potapovová a Jana Sizikovová, jehož členky získaly první společnou trofej.

## Distribuce bodů a finančních odměn

### Distribuce bodů
| Soutěž  | vítězky | finalistky | semifinalistky | čtvrtfinalistky | 16 v kole | 32 v kole | Q  | Q2 | Q1 |
| ------- | ------- | ---------- | -------------- | --------------- | --------- | --------- | -- | -- | -- |
| dvouhra | 280     | 180        | 110            | 60              | 30        | 1         | 18 | 12 | 1  |
| čtyřhra | 280     | 180        | 110            | 60              | 1         | —         | —  | —  | —  |

### Finanční odměny
| Soutěž  | vítězky  | finalistky | semifinalistky | čtvrtfinalistky | 16 v kole | 32 v kole | Q2      | Q1    |
| ------- | -------- | ---------- | -------------- | --------------- | --------- | --------- | ------- | ----- |
| dvouhra | 43 000 $ | 21 400 $   | 11 500 $       | 6 175 $         | 3 400 $   | 2 100 $   | 1 020 $ | 600 $ |
| čtyřhra | 12 300 $ | 6 400 $    | 3 435 $        | 1 820 $         | 960 $     | —         | —       | —     |

## Ženská dvouhra

### Nasazení
| Stát                            | Hráčka                | WTA | Nasazení |
| ------------------------------- | --------------------- | --- | -------- |
| Německo                         | Julia Görgesová       | 17. | 1.       |
| Francie                         | Caroline Garciaová    | 23. | 2.       |
| Francie                         | Alizé Cornetová       | 51. | 3.       |
| Rumunsko                        | Mihaela Buzărnescuová | 53. | 4.       |
| Německo                         | Tatjana Mariová       | 65. | 5.       |
| Ukrajina                        | Kateryna Kozlovová    | 66. | 6.       |
| Austrálie                       | Darja Gavrilovová     | 74. | 7.       |
| Kanada                          | Eugenie Bouchardová   | 79. | 8.       |
| Žebříček WTA k 1. červenci 2019 |                       |     |          |

### Jiné formy účasti
Následující hráčky obdržely divokou kartu do hlavní soutěže:
- Ylena In-Albonová
- Tess Sugnauxová
- Simona Walterovát

Následující hráčky postoupily z kvalifikace:
- Giulia Gattoová-Monticoneová
- Varvara Gračovová
- Barbara Haasová
- Allie Kiicková
- Jasmine Paoliniová
- Anastasija Potapovová

Následující hráčky postoupily z kvalifikace jako tzv. šťastné poražené:
- Chan Sin-jün
- Kristína Kučová

### Odhlášení
před zahájením turnaje
- Jekatěrina Alexandrovová → nahradila ji  Natalja Vichljancevová
- Kateryna Kozlovová → nahradila ji  Chan Sin-jün
- Mandy Minellaová → nahradila ji  Kristína Kučová
- Karolína Muchová → nahradila ji  Martina Trevisanová
- Jevgenija Rodinová → nahradila ji  Mandy Minellaová
- Lesja Curenková → nahradila ji  Conny Perrinová
- Čang Šuaj → nahradila ji  Antonia Lottnerová

### Skrečování
- Julia Görgesová (poranění pravého předloktí)

## Ženská čtyřhra

### Nasazení
| Stát                                                                           | Hráčka              | Stát      | Hráčka                | WTA  | Nasazení |
| ------------------------------------------------------------------------------ | ------------------- | --------- | --------------------- | ---- | -------- |
| Austrálie                                                                      | Monique Adamczaková | Čína      | Chan Sin-jün          | 115. | 1.       |
| Švýcarsko                                                                      | Timea Bacsinszká    | Rumunsko  | Mihaela Buzărnescuová | 137. | 2.       |
| Německo                                                                        | Mona Barthelová     | Švýcarsko | Xenia Knollová        | 171. | 3.       |
| Gruzie                                                                         | Oxana Kalašnikovová | Japonsko  | Ena Šibaharaová       | 172. | 4.       |
| Žebříček WTA k 1. červenci 2019; číslo je součtem umístění obou členek dvojice |                     |           |                       |      |          |

### Jiné formy účasti
Následující páry obdržely divokou kartu do čtyřhry:
- Ylena In-Albonová /  Conny Perrinová
- Tess Sugnauxová /  Simona Waltertová

### Odhlášení
před zahájením turnaje
- Pauline Parmentierová (viróza)

## Přehled finále

### Ženská dvouhra
- Fiona Ferrová vs.  Alizé Cornetová, 6–1, 2–6, 6–1

### Ženská čtyřhra
- Anastasija Potapovová /  Jana Sizikovová vs.  Monique Adamczaková /  Chan Sin-jün, 6–2, 6–4